# Rob Nelson (bioloog)
Robert "Rob" Nelson (Denver, Colorado, Verenigde Staten, 13 augustus 1979) is een Amerikaanse bioloog, documentairemaker en televisiepersoonlijkheid.
Hij levert regelmatig bijdragen aan de Science Channel-documentaireserie What on Earth? Vanaf 2017 was hij gastheer en onderzoeker van de Science Channel-documentaireserie Secrets of the Underground, waarvan het doel was om lang gekoesterde legendarische mysteries te onderzoeken die zich onder de oppervlakte van straten, gebouwen, bodem, zout en zoet water, enz. bevinden. Nelson was ook gastheer van de populaire Animal Planet-documentaire, Life After Chernobyl in 2015.
Hij heeft een Bachelor of Science in biologie en mariene wetenschappen van de Universiteit van Miami, een Master of Science van de Universiteit van Hawaï in Manoa, en een Master of Fine Arts van de Montana State University.
Hij won in 2014 een Emmy Award voor zijn werk aan Mysteries of the Driftless, een documentaire over de Driftless Area, een regio in het Midden-Westen van de Verenigde Staten, die tijdens de laatste ijstijd nooit door gletsjers is bedekt. Later filmde hij in 2018 de Decoding of the Driftless, een vervolg op de Mysteries of the Driftless.
Nelsons werk omvat anno 2023 onder meer het directeurschap van Untamed Science, waar hij een YouTube-show presenteert met dezelfde naam. Zijn show werkt nauw samen met de North Carolina Zoological Park om onvertelde dierenverhalen te helpen vertellen.
- Library of Congress Control Number: no2021047669
- Virtual International Authority File: 20161935559639672202